# 帝京八王子中学校・高等学校
帝京八王子中学校・高等学校（ていきょうはちおうじちゅうがっこう・こうとうがっこう）は、東京都八王子市上川町にある私立中学校・高等学校。

## 教育目標・校訓

### 教育目標
力むれば、必ず達す

### 校訓
礼儀、努力、誠実

## 沿革
- 1944年 - 帝京女子工商学校として開校。
- 1947年 - 学制改革で帝京女子高等学校に改組する。
- 1959年 - 渋谷区にて帝京女子高等学校として開校。
- 1974年 - 在籍の全学生を帝京高等学校に移籍し休校。
- 1979年 - 八王子市に移転し帝京八王子高等学校として再開。
- 1999年 - 帝京八王子中学校を設置。

## 修学旅行
中等部では3年次に英国にある帝京ロンドン学園を拠点にして2週間ほどホームステイをしたり、英国各地を巡り英語の訓練が出来る。
高等部文理コースでは2年次に1週間ほどオーストラリアに行き有名な観光名所を巡ることが出来る上、希望者はシュノーケリングを体験できる。
2010年度より行き先がハワイから変更された。
特進医療系Mコースでは１年次３月に１週間ほどボストン修学旅行を実施。

## 学校行事
文化祭は「蔦校祭」と称し、毎年10月に行われる。

## 交通
- JR中央線八王子駅より西東京バス秋04 「帝京八王子高校入口」下車[1]

その他、専用スクールバスを運行している。詳細はスクールバスを参照。

## 著名な出身者
- 横山北斗 - 元衆議院議員
- 波多野健 - 東京都武蔵村山市議会議員
- 米山久 - エー・ピーホールディングス創業者・社長CEO
- 浜田大介 - 俳優
- 喜多川美佳 - 女優　※帝京女子高等学校卒業
- 小林私 - シンガーソングライター

## 財務
本校が属す学校法人冲永学園の平成29年度の総資産額は369億0321万5448 円。着目すべきは、その中で「基本財産」に含まれない「運用財産」が164億8910万5468 円、「基本財産」の中でも土地や校舎などの不動産的な財産ではない「第2号基本金引当特定資産」 が103億1330万0,000円という巨額にのぼっている点である。
これは総資産額のうち、両方の合計にあたる実に268億0240万5468円にのぼる巨額な金銭が、株式などの金融商品の購入によって運用され得ることを意味している。その利回りを2.5％とすれば、毎年約6億7000万円もの額が、学納金や経常費補助金以外に、純粋な利益として積み立てられて行く計算になる。これは、年収600万円の教職員の賃金を、学納金収入がなくても100人分以上支払い続けることのできる額に相当する。
なお、本校が属す帝京大学グループの母体である、学校法人帝京大学の財務状況については、その公式の事業報告書によると、総資産に対する資産運用のための金融商品の割合、そしてその金額自体も巨大である点が学校法人沖永学園に類似していることが明らかになっている。この学校法人などによる莫大な金融商品の保有は、帝京大学グループの法人全体に共通する特徴と言える。